# Katholieke Kerk in Oceanië

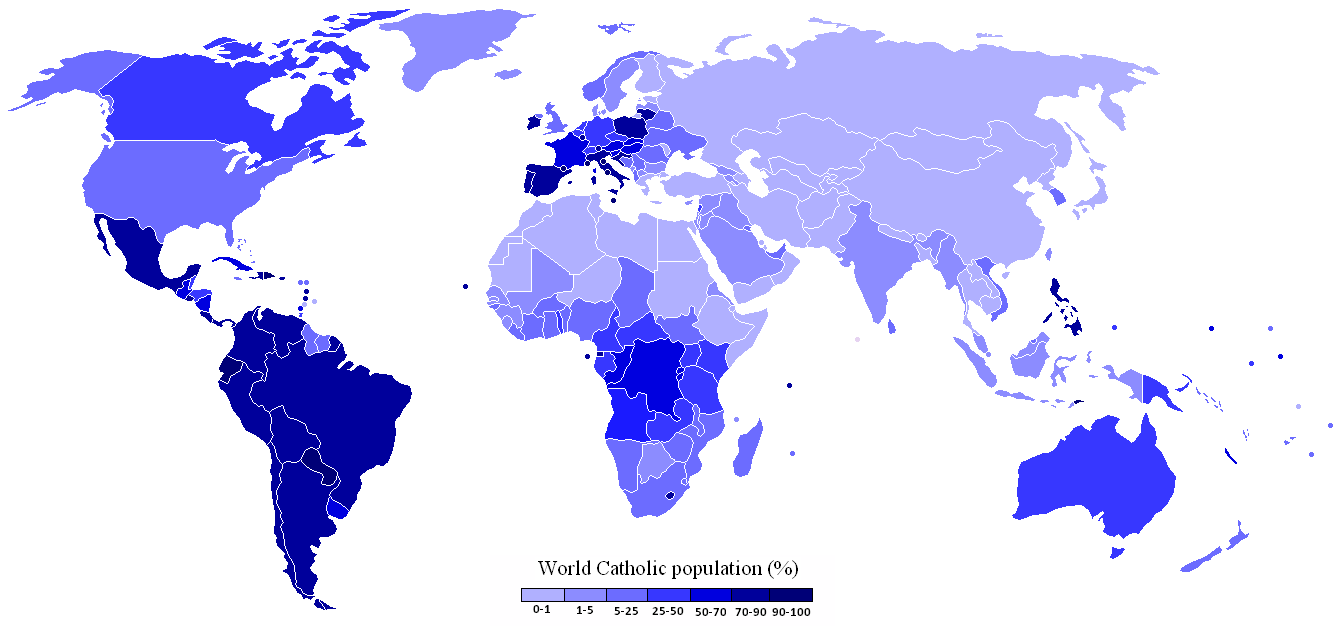
Verspreiding van de Rooms-Katholieke Kerk in de wereld

De Katholieke Kerk in Oceanië is het onderdeel van de Rooms-Katholieke Kerk in de verschillende landen van Oceanië.
In 2005 waren ongeveer 8,4 miljoen (27%) van de 31,4 miljoen inwoners van Oceanië katholiek. Dit is ongeveer 0,8% van de wereldwijde katholieke bevolking in 2005 van 1,07 miljard.
Apostolisch nuntius voor Nieuw-Zeeland is sinds 27 juli 2024 aartsbisschop Gábor Pintér, die tevens nuntius is voor Fiji (sinds 29 augustus 2024), voor Micronesië, Palau en Vanuatu (sinds 14 januari 2025) en voor de Cookeilanden, Kiribati, de Marshalleilanden, Nauru en Samoa (sinds 12 april 2025); hij is tevens sinds 18 juni 2025 apostolisch gedelegeerde voor Pacific Ocean.
Apostolisch nuntius voor Papoea-Nieuw-Guinea en de Salomonseilanden is sinds 15 januari 2025 aartsbisschop Maurizio Bravi.
Het apostolisch nuntiusschap voor Tonga is sinds 27 juli 2024 vacant.